# 塔博昂-达塞拉
塔博昂-达塞拉是巴西圣保罗州的一个市镇。总面积20.478平方公里，总人口225405人，人口密度11007.2人/平方公里。